# 원광제약
원광제약(Won Kwang Pharmaceutical, 圓光製藥株式會社)은 원불교의 산하기관인 원광대학교에 소속이며, 대한민국의 제약 회사이다.

## 연혁
- 1934년 5월 원광제약 전신인 보화당제약사 설립
- 1934년 5월 설립 당시 소태산 대종사가 상한 약재를 전부다 꺼내 불태워 버렸지만. 당시 약재들은 높은 가격으로 인해 이는 지역사회에서 보화당의 신뢰가 깊어지는 계기가 됐다. 신용을 생명으로 해야한다”면서 “좋은 약재로 제대로 공정을 거쳐, 적정한 가격으로 거래한다는 소비자의 인증이 필요하다고 말씀을 하셨다.
- 1943년 6월 1일 소태산 대종사 향년 52세 나이로 열반이 들었다.
- 1964년 10월 신규허가 및 제품판매 (보화경욱고, 어린이경옥고, 경옥고시럽, 원표신명수, 원표소합원)
- 1992년 8월 현 사명을 원광제약㈜ 법인 명의 전환 및 영업개시
- 1993년 5월 경옥고 신제품 출시
- 2003년 8월 원광제약 기술부설연구소 인증 (생약발효연구소)
- 2003년 12월 당침번에 신규 우황청심원현탁액 제조방법 특허획득
- 2021년 10월 제2공장 준공
- 2022년 10월 제2공장 의약품 GMP 인증
- 2023년 1월 원불교 전산종법사 제2공장 방문
- 2023년 5월 제2공장 일반식품 HACCP 인증
- 2023년 8월 제2공장 건강기능식품 GMP 인증
- 2024년 1월 본사 이전